# Adrien Dawans
Adrien-Henri Maximilien Dawans, né le 31 mars 1814 et mort le 12 septembre 1892 , est liégeois d'origine bourgeoise. Il descend d'une famille patricienne et d'une longue lignée d'officiers de la principauté de Liège. Ingénieur de formation, il se lance dans l'industrie en 1833 à 19 ans.

## Première entreprise - Clous forgés
Il fonde en 1833 avec son père et Henry Joseph Chaudoir un commerce de clous forgés sur la Madeleine à Liège. Il faisait partie de la fédération des "Marchotais". Les Marchotais étaient des intermédiaires entre la société des marchands de clous et les maîtres des forges. Ils avaient, entre autres, pour mission de régulariser la production en fournissant le juste niveau de fer aux sociétés marchandes de clous. Afin de faire partie de cette fédération, il fallait être bourgeois originaire de Liège et avoir appris le commerce pendant quatre années auprès d'un affilié,.

## Seconde entreprise - Clouteries mécaniques et laminoirs

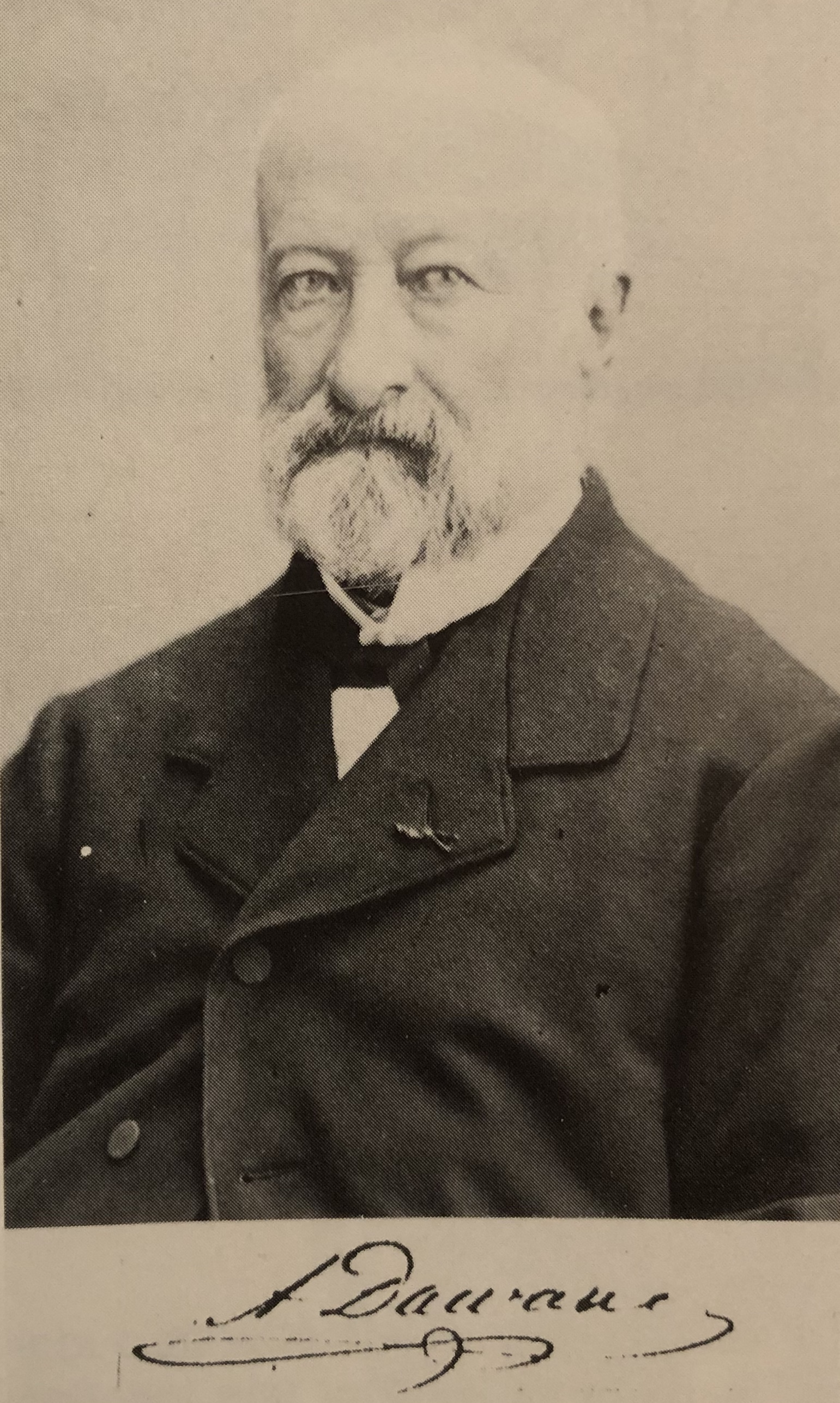
Carte d'exposant exposition universelle de Londres.

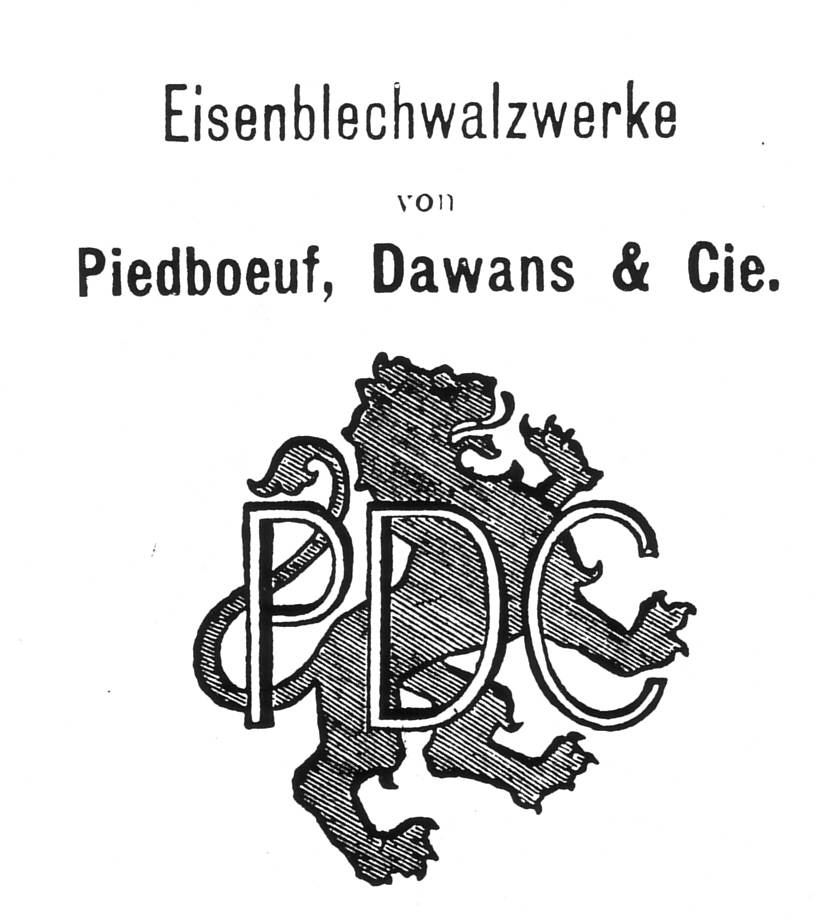
Sceau entreprise Piedboeuf, Dawans et Cie.

Adrien Dawans et son père se séparent d'Henry Joseph Chaudoir en 1837 afin de fonder l'entreprise Dawans, Orban et Cie avec son frère Jules Dawans-Orban et le mari de sa cousine Henri Joseph Orban-Francotte (beau frère du premier ministre Walthère Frère-Orban et fils d'Henri Orban-Rossius). Cette entreprise avait pour but de fabriquer des clous de manière mécanique. L'usine se situait rue Grétry à Liège, ce fut une des premières à produire des clous à la mécanique en Belgique. Adrien Dawans et ses associés s'étaient rendus en Angleterre afin d'en importer les premiers métiers. Dawans, Orban et Cie fut une des plus grandes sociétés productrices de clous du pays. En 1855, elle employait plusieurs milliers d'ouvriers.
Durant l'exposition des produits de l'industrie national de 1841, où elle se vit décerner la médaille d'or, Dawans Orban et Cie exposait pas moins de 600 sortes de clous différents. Adrien Dawans participa également aux expositions universelles de Paris en 1855 , de Londres en 1862 et de Vienne en 1873. Dawans, Orban et Cie se vit décerner la médaille de première classe par le jury à l'occasion de l'exposition de Paris de 1855 et une "prize medal" durant l'exposition de Londres de 1862. En 1860, elle est désignée comme la société la plus importante de la province de Liège dans le secteur de la clouterie mécanique.
Par la suite, et en parallèle de la clouterie créée à Liège, Adrien Dawans fonde en 1858 avec Jean-Pascal Piedboeuf (père de Jean-Louis Piedboeuf-Dawans, qui repris progressivement toutes ses affaires entre 1863 et 1870), les premiers laminoirs à tôles de Düsseldorf sous le nom de Piedboeuf, Dawans et Cie. La marque de fabrique de ces laminoirs portait un lion accompagné des initiales P.D.C. Le lion était un symbole héraldique représentant les origines belges des fondateurs de la société. Afin de mieux servir les intérêts des laminoirs, la société Dawans, Orban et Cie étendra ses activités à Düsseldorf en 1859. En 1882, il apporte à la Société Anonyme des aciéries d’Angleurs un complexe industriel entier situé à Renory d'une valeur de 330 000 francs en échange de 660 actions soit un peu plus de 5% du capital. Cette société fusionnera en 1927 avec la S.A. Athus – Grivegnée puis en 1939 avec la SA John Cockerill. Allié aux familles Piedboeuf, Orban et Chaudoir, Adrien Dawans contribua fortement au développement de l'industrie sidérurgique allemande et belge,.

## Charges publiques
Adrien Dawans fut Bourgmestre de Yernée-Fraineux de 1863 à 1875, conseiller provincial de Liège de 1857 à 1892 et échevin d'Embourg de 1881 à 1892. Il fut également président de la chambre de commerce de Liège.

## Distinctions
Il fut décoré chevalier de l'Ordre Léopold Ier en 1862 à la suite de l'exposition universelle de Londres.
Il fut décoré chevalier de l'Ordre du Christ du Portugal en 1866.

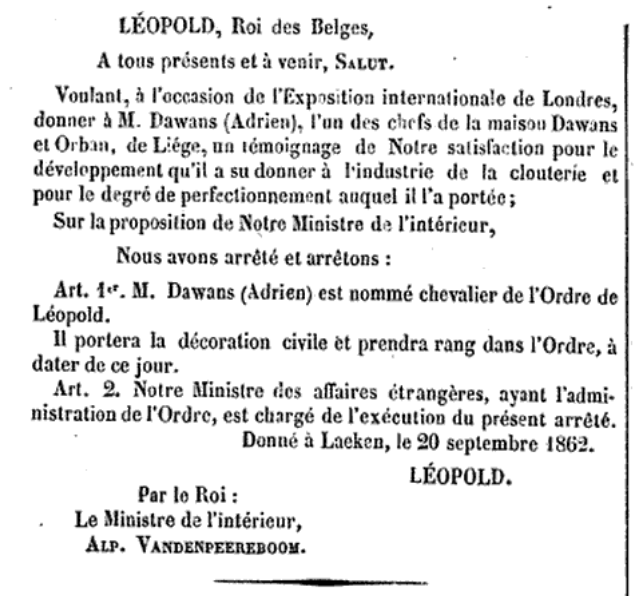
Nomination d'Adrien Dawans en tant que chevalier de l'ordre Léopold.

## Vie privée
Adrien-Henri Maximilien est un descendant de la famille patricienne Dawans. Il descend directement de:
1. L'Honorable François Dawans, marchand-bourgeois de Liège. (1653-1707)
2. Lambert Dawans, Bourgeois de Liège, échevin de Seraing, greffier de Plainevaux, greffier du tenant des pauvres de Seraing et notaire de Rome et de Liège. (1680-1721)[16]
3. Jacques-Antoine Dawans, Patricien de Liège siégeant en tant que tel à la chambre de Saint-Lambert[17], bailli et mayeur d'Ivoz, de Ramet, de la Neuville-en-Condroz et d'Ehein, échevin de Flémalle-Haute et de Plainevaux, receveur des rentes pour le Comte Adrien de Lannoy-Clervaux à la Neuville-en-Condroz, Conseiller de la Cité de Liège et notaire de Rome et de Liège. (1719-1780)[18],[19],[20]
4. Adrien-Stanislas Dawans, Patricien de Liège siégeant en tant que tel à la chambre de Saint-Lambert à la suite de son père jusqu'à la révolution liégeoise de 1789 puis réhabilité dans la chambre de Saint-Pholien par le Prince-Evêque François-Antoine de Méan en 1793, bailli et mayeur d'Ivoz et de la Neuville-en-Condroz, Conseiller de la Cité de Liège et notaire de Rome et de Liège. (1751-1828)[21]
5. Adrien-Constant Dawans, mayeur puis bourgmestre de Yernée, notaire à Liège puis industriel sous les conseils de son fils Adrien-Henri Maximilien Dawans. (1786-1852)

Il se maria avec Octavie Closset en 1837 dont il eut cinq enfants, dont deux morts en bas âge: 
1. Hélène Dawans (morte prématurément)
2. Louise Victoire Dawans épouse de Jean-Louis Piedboeuf
3. Hélène Octavie Dawans épouse de Julien de Macar, écuyer
4. Adrien-Jules Dawans époux de Eugénie Preud'homme
5. Paul Mathieu Dawans (mort prématurément)

Il avait hérité du château de Yernée en 1852, en plus de ce dernier, il acheta le château d'Embourg en 1878. Ce dernier fut occupé par l'armée anglaise durant la libération lors de la Deuxième Guerre mondiale. Le château, appartenant toujours aux descendants d'Adrien-Henri Dawans, brûla en 1945 dû à un feu de cheminée causé par les officiers anglais y résidant.
Il était un membre très actif de la société royale d’horticulture (qui avait été cofondée par son frère Jules en 1863) de Liège ainsi que la société littéraire de Liège. Il affectionnait particulièrement écrire en Wallon.

Son frère, Jules Dawans-Orban avait acquis le château de Rendeux. Il fut vendu à sa mort en 1903 au sénateur Edmond Orban de Xivry, cousin de sa femme.

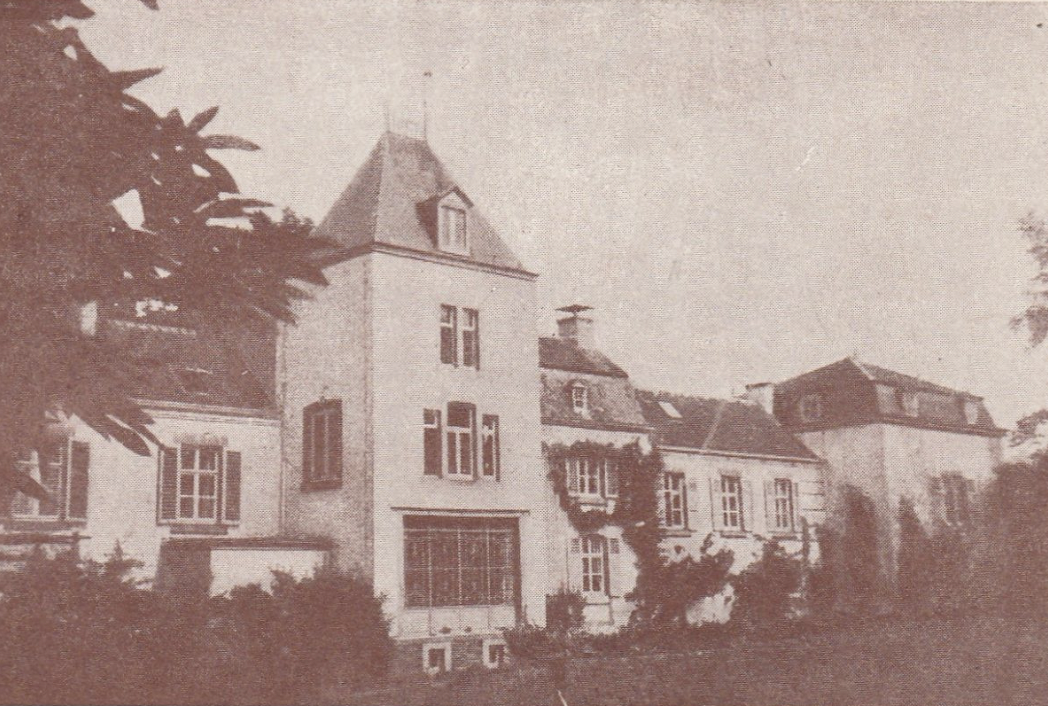
Château de Yernée
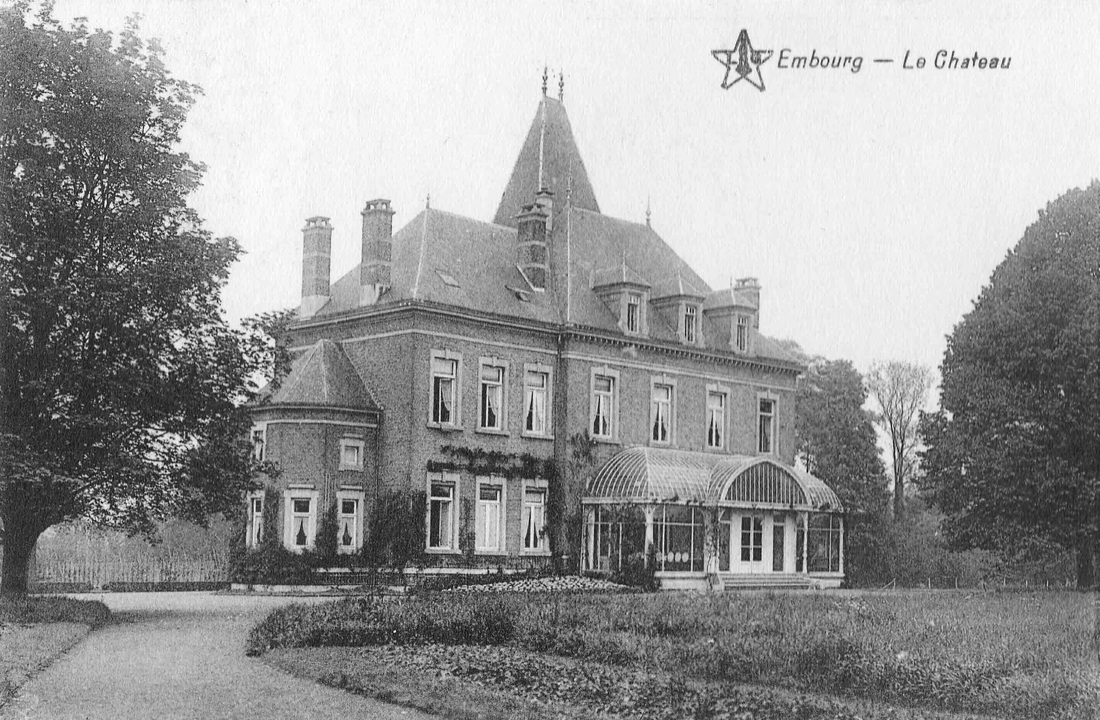
Château d'Embourg
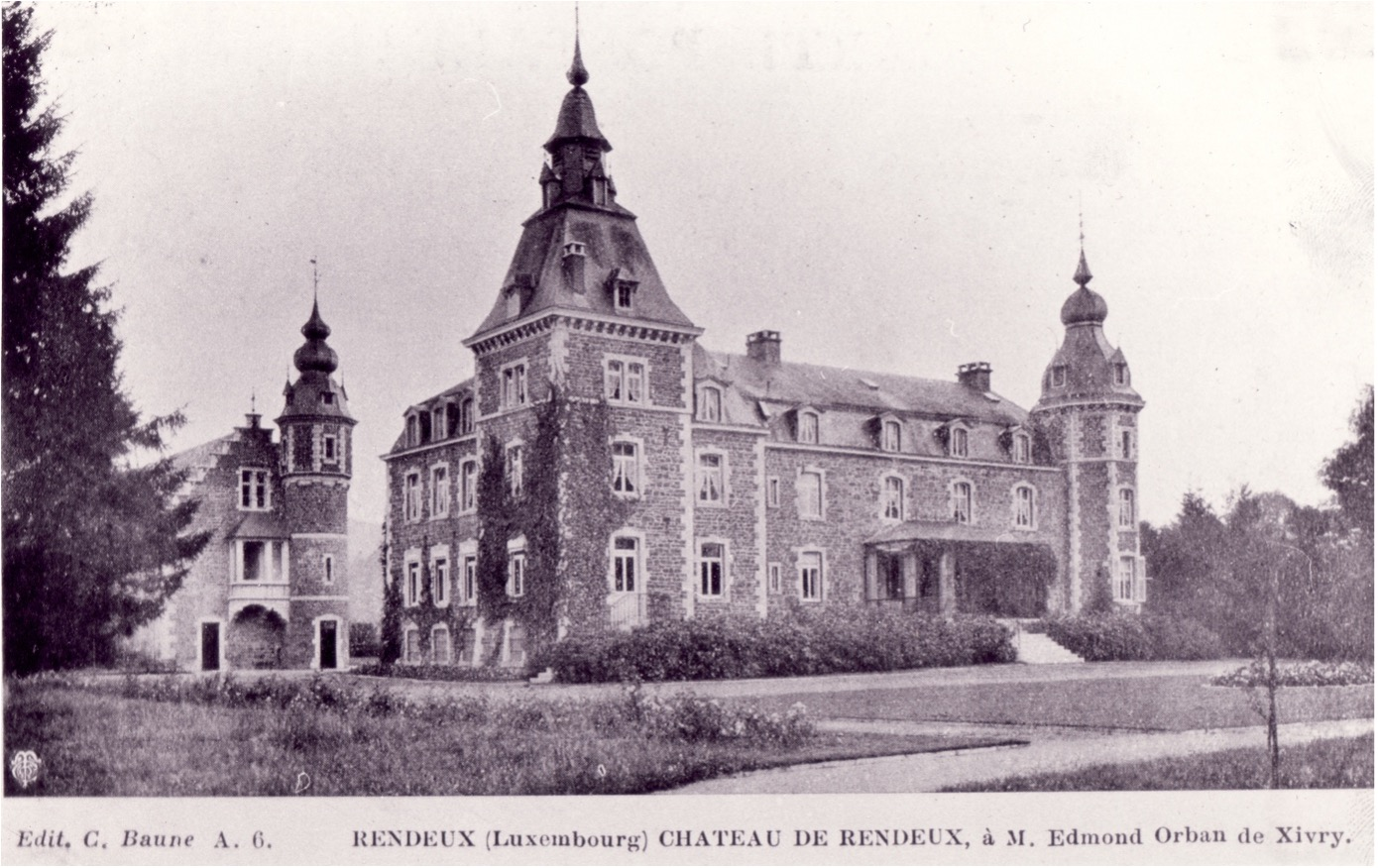
Château de Rendeux